# Gustav Jonsson
Gustav Jonsson (6. november 1907, Hälsingland – 21. oktober 1994, Västerort) var en svensk psykiater, der skrev bogen De tre ord: Den Sociale Arv i 1969. Den bygger på hans doktorafhandling, der blev udgivet to år tidligere. Her fastslår han på baggrund af sine empiriske undersøgelser, hvad han kalder en udvidet teori om den sociale arv.